# Армянская церковь (Черновцы)
Армянская церковь Святых апостолов Петра и Павла (укр. Вірменська церква Святих апостолів Петра та Павла) — армянская католическая церковь восточного обряда в городе Черновцы. Построена и освящена в 1875 году, и функционирует с перерывом на время советской власти на Буковине. Занесена в список зданий, которые охраняются государством.

## История
Проект храма был разработан известным чешским архитектором Йозефом Главке, автором проекта Резиденции митрополитов Буковины и Далмации. Он также руководил строительством, но из-за болезни не смог находиться в Черновцах на завершающем этапе строительства.
Строительство церкви завершилось в октябре 1875 года и 9 октября церковь была освящена и получила название: «церковь Святых апостолов Петра и Павла». В её архитектуре переплелись элементы романского и готического стилей, а также украинского барокко. Благодаря прекрасной акустике и наличию органа, с самого начала и до сих пор используется для проведения концертов и других культурных мероприятий.
Армянская церковь действовала до прихода советской власти. После 1944 года церковь была закрыта, большинство армян-католиков покинули Черновцы. Церковное имущество передано в пользование организациям города. Некоторое время помещение церкви не использовалось, а позже было передано под склад.
В 1986 году здание церкви передано Черновицкой филармонии для использования как зал органной музыки. В 1988 году здание церкви реконструировали, а одна из чешских фирм изготовила и установила новый орган. В то же время были возобновлены постоянные богослужения.

## Галерея

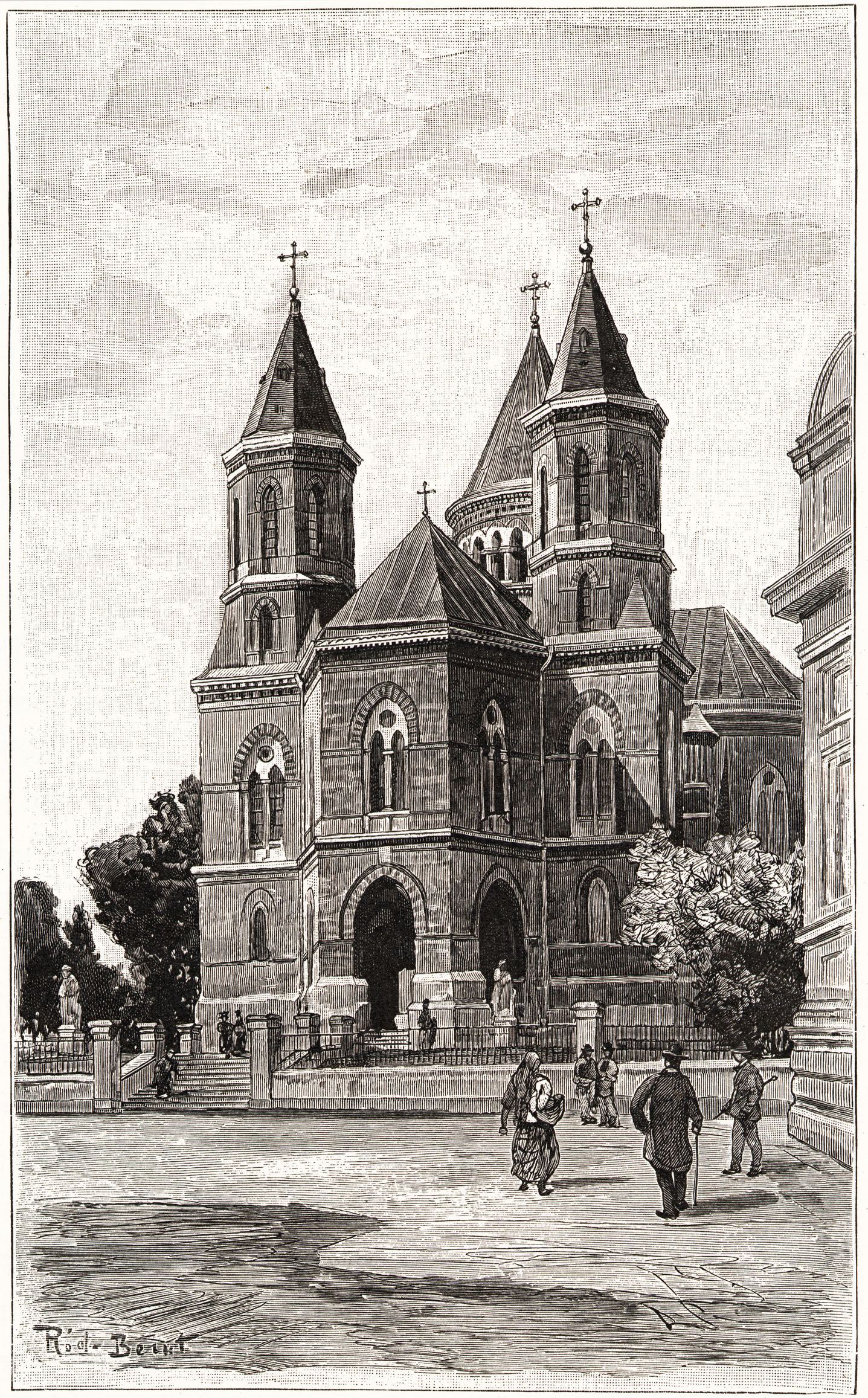
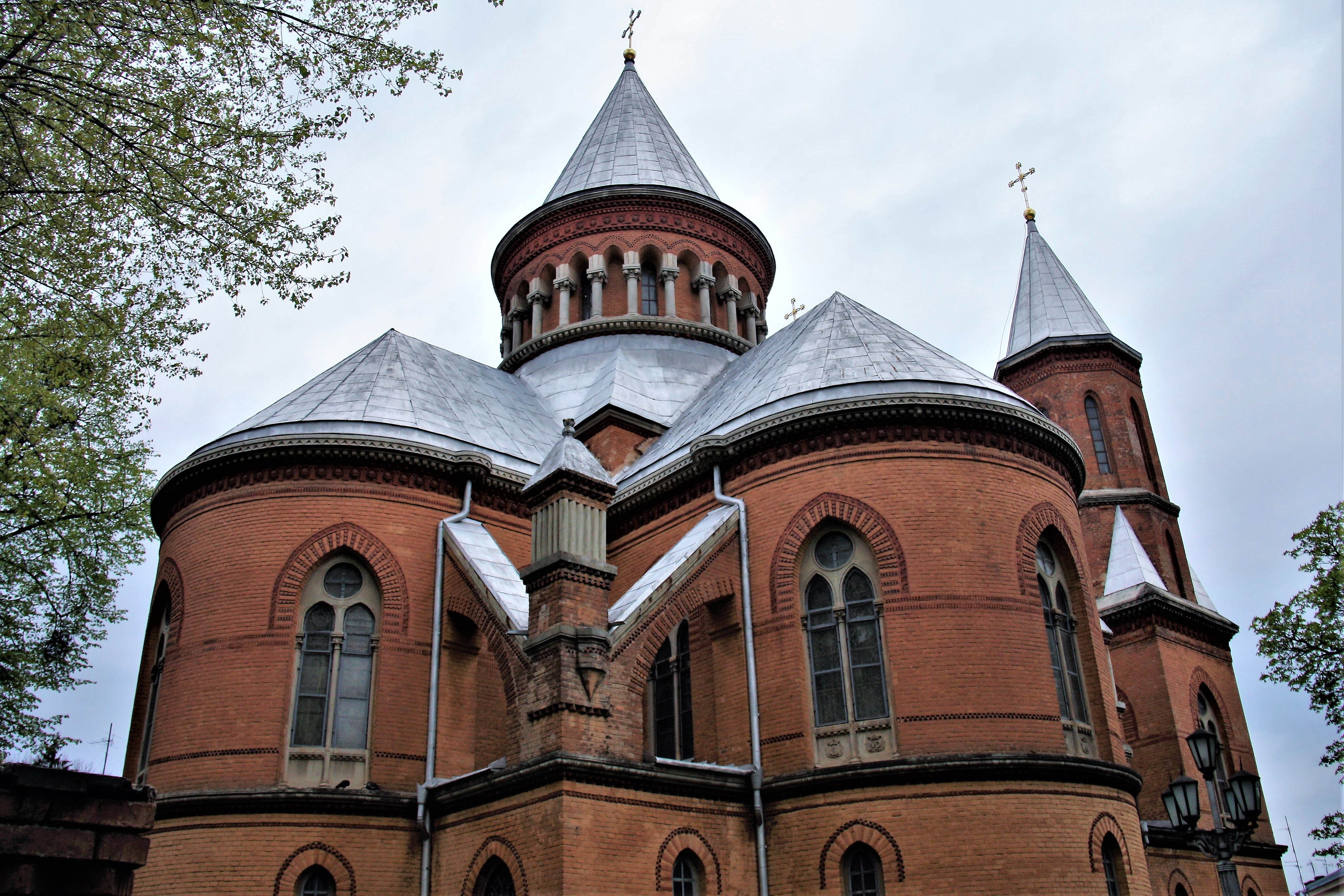
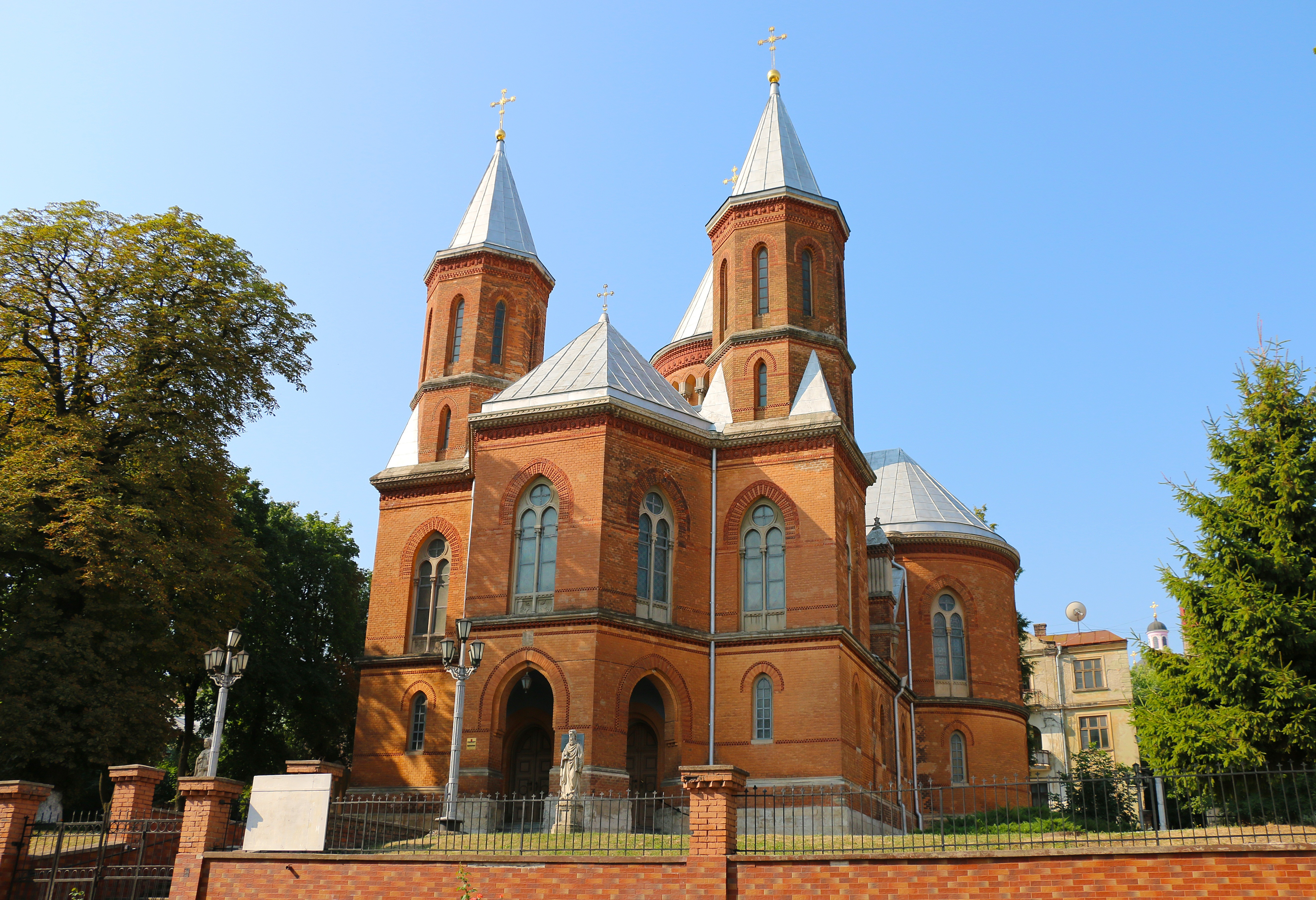
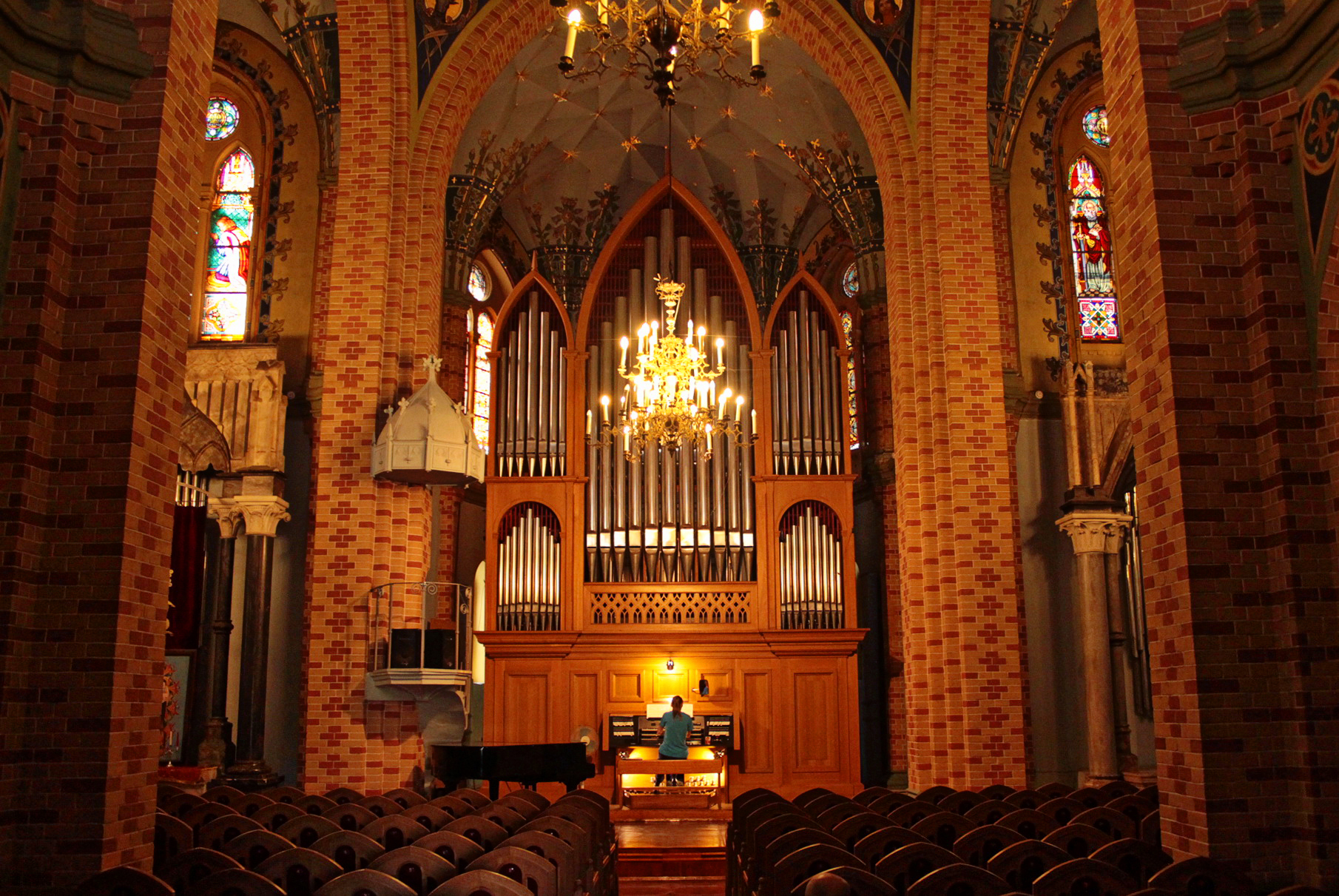
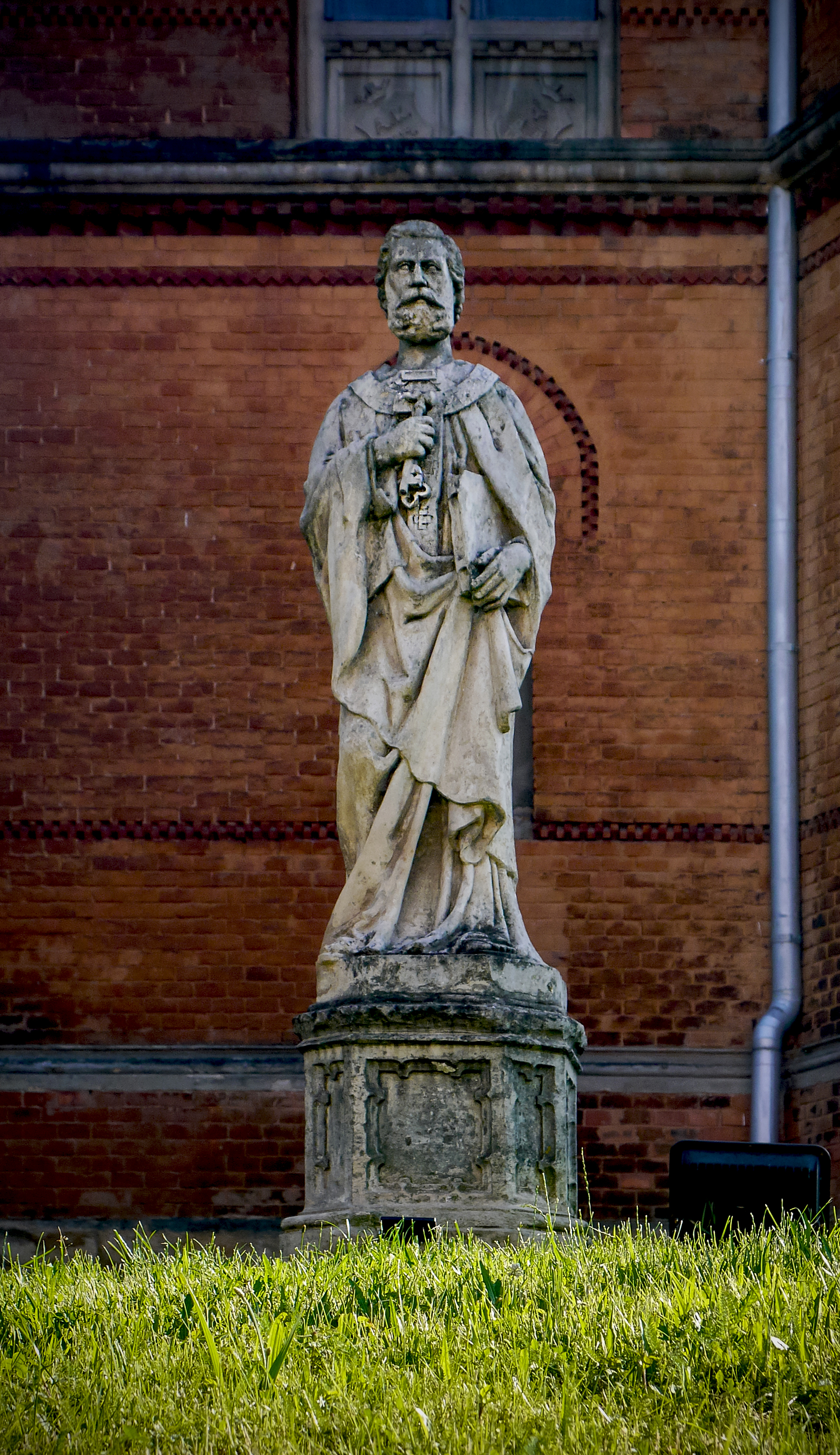